# Erioptera (Erioptera) carior
Erioptera (Erioptera) carior is een tweevleugelige uit de familie steltmuggen (Limoniidae). De soort komt voor in het Afrotropisch gebied.